# Skakuszka krótkoogonowa
Skakuszka krótkoogonowa (Notomys amplus) – wymarły gatunek gryzonia z rodziny myszowatych (Muridae), występujący dawniej endemicznie w Australii.
Znany jedynie z dwóch okazów znalezionych w Charlotte Waters na Terytorium Północnym w Australii. Znajdywano również szczątki kostne w wypluwkach sów w Parku Narodowym Uluru-Kata Tjuta i Flinders Ranges w Australii Południowej. Informacje zebrane od Aborygenów pozwalają przypuszczać, że gatunek ten zamieszkiwał również centralną i zachodnią Australię. Został opisany przez Brezenera w 1936 roku na podstawie czaszki i skóry samicy NMV C512.
W Australii zwierzę jest nazywane angielską nazwą short-tailed hopping mouse oraz aborygeńską nazwą yoontoo. W wydanej w 2015 roku przez Muzeum i Instytut Zoologii Polskiej Akademii Nauk publikacji „Polskie nazewnictwo ssaków świata” gatunkowi nadano nazwę skakuszka krótkoogonowa.
Ekologia tego ssaka jest mało poznana. Prawdopodobnie zamieszkiwał otwarte równiny, pustynne łąki i niskie zarośla. Największy przedstawiciel rodzaju Notomys osiągał masę ciała około 100 g. Sierść koloru brązowego, spód ciała jaśniejszy. Ogon równy długości ciała. W Czerwonej księdze gatunków zagrożonych Międzynarodowej Unii Ochrony Przyrody i Jej Zasobów został zaliczony do kategorii EX (wymarły). Przypuszcza się, że przyczyną wymarcia mogło być sprowadzenie kotów i lisów, wyparcie z naturalnych siedlisk przez egzotyczne zwierzęta roślinożerne oraz pożary.